# Mangualde
Mangualde – miejscowość w Portugalii, leżąca w dystrykcie Viseu, w regionie Centrum w podregionie Dão-Lafões. Miejscowość jest siedzibą gminy o tej samej nazwie.

## Gospodarka
Od 1961 roku działa w Mangualde zakład Citroën Lusitania S.A., początkowo montujący, a następnie produkujący model Citroën 2CV (1961–1990), Citroën AX (1990–1998), Citroën Saxo, a od 1998 roku modele Citroën Berlingo oraz Peugeot Partner. Jego maksymalna roczna zdolność produkcyjna sięga obecnie około 65 tys. sztuk.

## Demografia
| Liczba ludności gminy Mangualde (1801–2011) | Liczba ludności gminy Mangualde (1801–2011) | Liczba ludności gminy Mangualde (1801–2011) | Liczba ludności gminy Mangualde (1801–2011) | Liczba ludności gminy Mangualde (1801–2011) | Liczba ludności gminy Mangualde (1801–2011) | Liczba ludności gminy Mangualde (1801–2011) | Liczba ludności gminy Mangualde (1801–2011) | Liczba ludności gminy Mangualde (1801–2011) | Liczba ludności gminy Mangualde (1801–2011) |
| ------------------------------------------- | ------------------------------------------- | ------------------------------------------- | ------------------------------------------- | ------------------------------------------- | ------------------------------------------- | ------------------------------------------- | ------------------------------------------- | ------------------------------------------- | ------------------------------------------- |
| 1801                                        | 1849                                        | 1900                                        | 1930                                        | 1960                                        | 1981                                        | 1991                                        | 2001                                        | 2004                                        | 2011                                        |
| 10 216                                      | 12 345                                      | 22 340                                      | 23 225                                      | 23 311                                      | 21 438                                      | 21 808                                      | 20 990                                      | 21 158                                      | 19 880                                      |

## Sołectwa
Sołectwa gminy Mangualde (ludność wg stanu na 2011 r.)
- Abrunhosa-a-Velha (563 osoby)
- Alcafache (921)
- Chãs de Tavares (1040)
- Cunha Alta (139)
- Cunha Baixa (884)
- Espinho (984)
- Fornos de Maceira Dão (1459)
- Freixiosa (257)
- Lobelhe do Mato (259)
- Mangualde (9389)
- Mesquitela (879)
- Moimenta de Maceira Dão (514)
- Póvoa de Cervães (188)
- Quintela de Azurara (542)
- Santiago de Cassurrães (1226)
- São João da Fresta (208)
- Travanca de Tavares (114)
- Várzea de Tavares (314)